# 쿠틉주의
쿠틉주의(Qutbism, Kotebism, Qutbiyya, Qutbiyyah)는 무슬림 형제단의 지도자인 사이드 쿠틉에 의해 만들어진 이슬람주의 이데올로기(Islamist ideology)이다. 그것은 "침략적 성전(offensive jihad)"을 전파하는 극단주의 지하디즘 이데올로기(extremist jihadist ideology)를 발전시키는 것으로 묘사되었다.

## 같이 보기
- 지하디즘
- 와하브파